# 알류 대용품

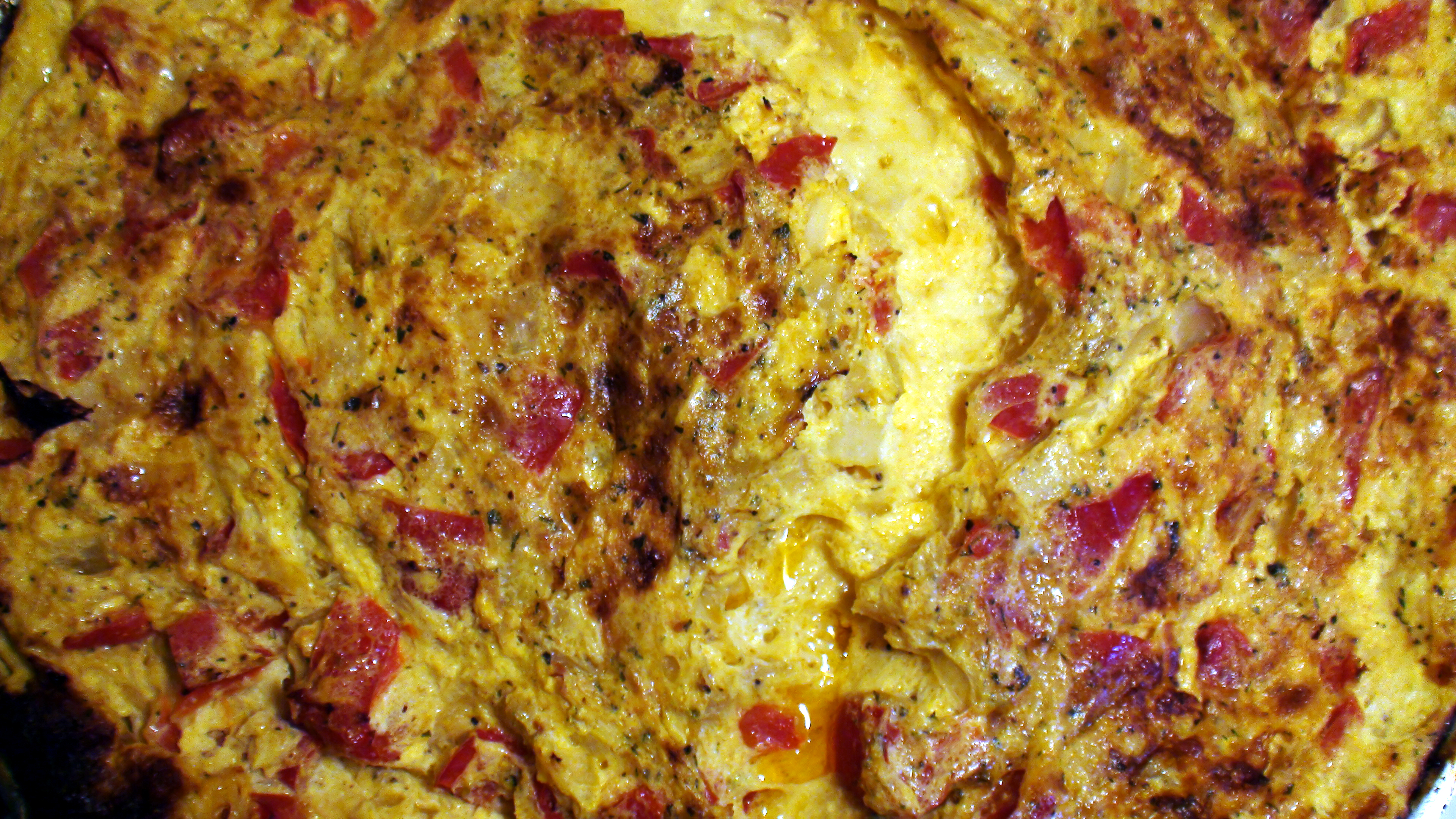
알류 대용품으로 준비된 오믈렛을 확대한 모습

알류 대용품(egg substitutes)은 조리 (음식)와 베이킹에서 식용란을 대체하는 데 사용할 수 있는 식품이다. 알을 낳는 여러 동물 가운데 닭의 알을 뜻하는 달걀의 경우 달걀 대용품, 계란 대용품이라는 용어가 사용된다. 요리사가 알 대신 알류 대용품을 사용하는 것을 정할 수 있는 일반적인 이유에는 달걀 알레르기가 있거나 완전 채식 또는 알을 생략하는 유형의 채식을 고수하거나 동물복지 수준 또는 환경 부담에 대한 우려 등이 있다. 알농장과 관련이 있거나 날것의 알을 이용할 때 잠재적인 살모넬라 오염에 대한 우려가 있다. 제3자 인증을 통해 이러한 우려 사항 중 일부를 해결하려는 움직임이 커지고 있지만 업계의 많은 라벨이 여전히 혼란스럽거나 의도적으로 오해를 불러일으키기 때문에 일부 소비자는 이를 불신하고 대신 알류 대용품을 사용할 수 있다.